# Maquis (Star Trek)
Maquis, är en fiktiv motståndsrörelse i Star Trek. De mest kända Maquiserna  Chakotay, B'Elanna Torres och Tuvok förekommer i TV-serien Star Trek: Voyager. Chakotay var kapten på ett skepp som senare förstördes, vilket gjorde att de slöt ett avtal med USS Voyager. Tuvok var egentligen aldrig Maquis, utan han infiltrerade rörelsen och Chakotays skepp för federationen. Maquiserna var som mest aktiva i slutet av 2360-talet och i början av 2370-talet, och förekommer i de tre serierna Star Trek: The Next Generation, Star Trek: Deep Space Nine och Star Trek: Voyager.
När Federationen slöt fred med cardassierna ändrades gränserna mellan Federationens och Cardassiska imperiets rymd. Flera planeter som var koloniserade av medborgare av Federationen eller bebodda av folk som hade sina rötter på Jorden eller andra federationsplaneter hamnade på Cardassiernas sida av gränsen eller i den demilitariserade zonen. Hundratusentals människor tvångsförflyttades till Federationens område, men nästan lika många bosättare valde att stanna kvar trots att de hamnade under Cardassiernas överhöghet. Cardassien förde en inofficiell politik för att genom terror och slumpmässiga arresteringar, förhör och husrannsakningar skrämma bort bosättarna från de planeter de befolkat i generationer.
Redan tidigt bildades en motståndsrörelse som kallade sig Maquis bland dem som varken ville flytta eller placeras under Cardassisk överhöghet. Maquiserna bestod främst av människor och andra arter som kämpade för att återta de planeter som de betraktade som sina hem från Cardassierna. Maquiserna övergick snart från passivt motstånd till militärt våld. Den första väpnade terroristattacken ska ha skett år 2370 eller möjligen 2369 i serien Star Trek: Deep Space Nine. De utförde otaliga terroristattacker gentemot Cardassierna och bildade terroristceller över hela det aktuella området. Maquiserna försökte i största möjliga mån att undvika att attackera Federationen utan varnade dem istället och bad dem hålla sig undan. Det fanns också flera exempel på mer eller mindre dold sympati från medlemmar av Stjärnflottan, inklusive flera avhoppade officerare. Maquisernas agerande hotade ständigt den bräckliga freden mellan Federationen och Cardassiska imperiet, och federationsstyrkor såg sig därför tvungna att jaga och infiltrera Maquiserna för att förhindra att ett krig bröt ut.
Nästan alla Maquiser blev med tiden utrotade förutom besättningen på ett skepp som strandade i deltakvadranten samtidigt som Federationens skepp USS Voyager år 2371. För att överleva i främmande rymd förenades de båda besättningarna, och efter att under flera år ha varit på väg tillbaka till Jorden nåddes Voyager av meddelandet att de sista Maquiserna – flera av dem nära vänner till B'Elanna Torres och Chakotay – förintats i en fruktansvärd massaker.
Vad som är mindre känt är att även de Cardassiska bosättare som genom fredsfördraget hamnade på Federationens område bildade motståndsgrupper, men dessa hade förmodligen i hemlighet stöd från den Cardassiska diktaturen. Cardassiernas inofficiella stöd till de egna som vägrade låta sig flyttas bidrog givetvis till att det Cardassiska imperiet förutsatte att Federationen på motsvarande sätt i hemlighet hjälpte Maquiserna, vilket de inte gjorde.
Begreppet Maquis har Star Trek lånat från Andra världskriget, där delar av den Belgiska och Franska motståndsrörelsen mot de nazistiska ockupanterna gick under detta namn. Dessa Maquiser hade större framgång och hyllades som hjältar när Hitlers Tredje Rike krossats. Temat att markkonflikter föder motståndsgrupper som så småningom övergår till terrorism har många paralleller i verkligheten.